# 阿特姆·普斯托沃伊
阿特姆·普斯托沃伊（烏克蘭語：Артем Пустовий，1992年6月25日—），烏克蘭籃球運動員。他現在效力於烏克蘭籃球超級聯賽基米克籃球俱樂部。他也代表烏克蘭國家男子籃球隊參賽。